# Xyletobius marmoratus
Xyletobius marmoratus är en skalbaggsart som beskrevs av Sharp 1881. Xyletobius marmoratus ingår i släktet Xyletobius och familjen trägnagare. Inga underarter finns listade i Catalogue of Life.